# Кон, Сатоси
Сатоси Кон (яп. 今 敏 Кон Сатоси, 12 октября 1963 года, Кусиро, Хоккайдо, Япония — 24 августа 2010 года, Токио, Япония) — японский режиссёр аниме-фильмов и сериала Агент Паранойи. Искусно использовал элементы сюрреализма в своих произведениях и работал в студии Madhouse до конца своей жизни, скончавшись от рака поджелудочной железы.

## Биография

### Детство
C юности Кон увлекался мангой и аниме, в частности франшизой Mobile Suit Gundam, а также западными комиксами Алана Мура и Фрэнка Миллера. Это, а также пример старшего брата, сподвигло его заняться рисованием самому.

### Карьера
В 1990 году в публикацию вышла его первая профессиональная работа под названием «Возвращение в море». Сатоси Кон учился в Musashino College of the Arts на художника, после чего совместно с Кацухиро Отомо работал над мангой World Apartment Horror, а в 1991 году снял по сценарию Отомо аниме Roujin Z.
Сатоси Кон больше всего известен своими полнометражными анимационными фильмами. Первые два фильма, Perfect Blue (1998) и «Актриса тысячелетия» (2001), повествуют о карьере актрисы — в первом случае тяжелой карьере, а во втором счастливой. Фильм «Однажды в Токио» (2003) представляет собой рождественскую притчу, главными героями которой являются японские бездомные и беспризорный младенец. Фантастический фильм «Паприка» (2006) рассказывает об устройстве, позволяющем контролировать сны людей. Для фильмов Сатоси Кона характерен гиперреализм графики, психологичность сюжета и смешение иллюзии с реальностью.

### Смерть
Скончался в Токио в возрасте 46 лет от рака поджелудочной железы. Перед смертью работал над новым полнометражным аниме с рабочим названием Dreaming Machine.
Вплоть до своей смерти Сатоси Кон записывал все свои переживания после того как узнал о своей тяжёлой болезни.
Узнав, что он неизлечимо болен, Сатоси Кон просто не мог принять того факта, что он скоро умрёт.
Культовый режиссёр испытывал сильные боли в нескольких местах спины, а также в суставах ног, потеряв силу в правой ноге, по итогу хромая. Сатоси Кон стал ходить к специалисту по акупунктуре и хиропрактике, но это не помогло.
Кон получил заявление от кардиолога из больницы Красного креста в Мусасино, что ему осталось жить в лучшем случае полгода. Рак поджелудочной железы продолжал прогрессировать, становясь всё летальнее для организма режиссёра.
Сатоси Кон, хотевший вернуться в свой дом, всё же умер в больнице Красного креста, перед смертью видя галлюцинации («шагающая строчка календаря»).

## Работы

### Полнометражная анимация

#### Режиссёр
- Perfect Blue («Идеальная грусть», 1997), по книге Ёсикадзу Такэути[англ.]
- «Актриса тысячелетия» (2001)
- «Однажды в Токио» (2003)
- «Паприка» (2006), по книге Ясутаки Цуцуи

#### Сценарист
- World Apartment Horror (1991) (совместно с Кацухиро Отомо)
- «Воспоминания о будущем» (Memories), фрагмент «Magnetic Rose» (1996)

#### Художник-постановщик
- Roujin Z (1991) (Layout)
- «Полиция будущего: Восстание» (1992) (сценический художник)

### Аниме-сериалы
- «Агент Паранойи» (妄想代理人; Mousou Dairinin) (13 серий, 2004)

### OVA
- JoJo’s Bizarre Adventure, 5-я серия (1993) (Scene designer)

### Манга
- «Возвращение в море» (яп. 海帰線 Кайкисэн) (1990)
- «Серафим: 266613336 крыльев» (1995) (совместно с Мамору Осии)[10]
- «Опус» (яп. オーパス О:пасу, Opus) (1995—1996)[11]
- «Окаменелые грёзы. Полное собрание рассказов Сатоси Кона» (яп. 夢の化石 今敏全短篇) (сборник манги 1984—1989 годов, публиковавшейся в журналах; издано в 2011 году, Т.: Коданся)